# فلاديفتسي
فلاديفتسي قرية تقع إدارياً ضمن تريافنا في بلغاريا. تعتمد فلاديفتسي للبريد على الرمز البريدي 5365.